# Cauldron II : La Citrouille contre-attaque
Cauldron II : La Citrouille contre-attaque (Cauldron II: The Pumpkin Strikes Back) est un jeu vidéo de plates-formes développé et publié par Palace Software en 1986 sur Amstrad CPC, Commodore 64 et ZX Spectrum. Le jeu fait suite à Cauldron, publié en 1985, dans lequel le joueur incarne une sorcière tentant de vaincre une citrouille afin de devenir la reine des sorcières. Dans Cauldron II, le joueur contrôle une citrouille ayant survécu aux évènements du jeu original et voulant retrouver et se venger de la sorcière. Comme pour le premier opus, le développement est confié à Steven Brown et à Richard Leinfellner qui reprennent leurs rôles respectifs de concepteur et de programmeur. Plutôt que de recycler le concept du premier opus, l’équipe de développement décide d’innover en incorporant un certain nombre de nouveautés. Brown s’inspire notamment de la scène finale de Cauldron dans laquelle la sorcière combat une citrouille bondissant dans une pièce et décide de concevoir le jeu autour des mouvements de cette dernière.
Cauldron II est d’abord publié sur Commodore 64 avant d’être porté sur Amstrad CPC et ZX Spectrum dans les mois suivant sa sortie. Le jeu est bien accueilli par la presse spécialisée, qui souligne notamment la qualité de ses graphismes et de ses effets sonores. Le succès commercial des deux Cauldron permet à Steve Brown de s'imposer comme un concepteur important au sein de Palace Software, le studio lui donnant ensuite carte blanche pour développer Barbarian: The Ultimate Warrior.

## Système de jeu
Dans Cauldron, le joueur incarne une sorcière tentant de vaincre une citrouille afin de devenir la reine des sorcières. Dans sa suite, le joueur contrôle une citrouille ayant survécu aux évènements du jeu original et voulant retrouver et se venger de la sorcière. Le jeu se déroule dans le château de la sorcière, le joueur contrôlant la citrouille dans un monde en deux dimensions représenté en vue de côté. En explorant le château, le joueur doit retrouver six objets magiques – une coupe, une hache, un bouclier, une couronne, des ciseaux et un grimoire – lui permettant de débloquer de nouvelles capacités pour sa citrouille. Retrouver ses objets permet également au joueur d’accéder à la chambre de la sorcière afin de lui couper une mèche de cheveux, qui est nécessaire pour vaincre cette dernière et terminer le jeu. La citrouille explore le château en sautant, le joueur pouvant contrôler la direction et la hauteur de ses sauts. Comme dans le précédent opus de la série, le joueur doit faire face à différents types d’ennemis inspirés d’Halloween comme des fantômes, des monstres et des squelettes. Lorsque la citrouille contrôlée par le joueur heurte un ennemi, elle perd des points de magie (ces derniers étant aussi utilisés pour tirer des projectiles sur les ennemis). Lorsque sa réserve de points de magie est vide, elle meurt avant de réapparaitre à l’écran avec une vie en moins. Ce nombre de vie est limité et le jeu se termine lorsqu’il atteint zéro,,.

## Développement
« L’idée derrière Cauldron II était de garder le fil conducteur afin de garantir le lien avec le précédent opus tout en développant de nouvelles idées autour du genre des jeux de plateforme. Ainsi, le joueur aurait l’assurance que nous avons fait de notre mieux pour créer un nouveau jeu plutôt que de les tromper en recyclant la formule qui avait fait le succès du premier épisode »

— Stan Schembri
À la suite du succès de Cauldron en 1985, Palace Software décide de développer une suite. Comme pour le premier opus, le développement est confié à Steven Brown et à Richard Leinfellner qui reprennent leurs rôles respectifs de concepteur et de programmeur. Ils sont rejoints par Richard Joseph, qui se charge des effets sonores, et par Stan Schembri qui programme la version Commodore 64 du jeu,.
Plutôt que de recycler le concept du premier opus, l’équipe de développement décide d’innover en incorporant un certain nombre de nouveautés. Brown s’inspire d’abord de la scène finale de Cauldron dans laquelle la sorcière combat une citrouille bondissant dans une pièce. Il trouve en effet que la citrouille bondissante à l’air « cool » et décide donc de baser le système de jeu de Cauldron II sur cet aspect. Bien qu’ils aient des doutes sur le concept, le reste de l’équipe de développement décide de suivre son idée. Afin d’imiter une balle rebondissante, Brown souhaite que la citrouille ne puisse changer de direction que si elle se trouve en contact avec une surface avec un coefficient de friction suffisant. Ce mécanisme, qui empêche la citrouille de changer de direction lorsqu’elle se trouve dans les airs, se révèle difficile à implémenter dans le jeu. Ainsi, les programmeurs ont des difficultés liées à la détection des collisions, à des mouvements imprévisibles entrainant des bugs ainsi qu’au système de tir, le fait de lancer un projectile générant une force permettant à la citrouille de changer de direction. Les programmeurs parviennent en partie à corriger ces problèmes mais ne parviennent pas à créer une « solution parfaite ».
Pendant l’implémentation des éléments de gameplay par les programmeurs, Brown se focalise sur l’aspect graphique du jeu. Il esquisse ainsi des séquences du jeu sur un storyboard pour faciliter le développement. Pour dessiner le château de la sorcière, il s’inspire du logo de Palace Software afin d’en faire un élément de la stratégie marketing. Il photographie ensuite les différents écrans de jeu qu’il rassemble en une carte complète du château, obtenant ainsi le logo de sa société, qu’il montre à la presse spécialisée. Comme pour Cauldron, il s’inspire des vacances d’Halloween pour la conception des ennemis. Pour renforcer la narration du jeu, il envisage également d’intégrer un effet graphique, montrant un livre dont les pages se tournent alors qu’on avance dans l’aventure, mais des limitations techniques l’empêchent de mettre en œuvre cette idée. Il souhaite également que le décor du jeu défile derrière le personnage lorsque celui-ci avance mais utiliser la technique du flick-screening (qui affiche une seule section du décor en même temps) se révèle plus facilement réalisable. Comme pour le jeu original, Brown crée un modèle en pâte à modeler de la sorcière comme référence pour la réalisation de la pochette du jeu.
Lors des tests du jeu par l’équipe de développement, celui-ci se révèle trop difficile. Ils décident alors de réduire la difficulté afin de permettre à plus de joueurs de pouvoir le terminer.

## Versions
Cauldron II est développé pour trois types d’ordinateurs : l’Amstrad CPC, le Commodore 64 et le ZX Spectrum. Il est d’abord publié sur Commodore 64 puis sur Amstrad CPC et ZX Spectrum. Il est ensuite republié sur ZX Spectrum en 1989 par Telecomsoft dans la collection budget Silverbird. Enfin, il est également inclus dans une compilation, contenant également Cauldron, destinée à l’Amstrad CPC et au ZX Spectrum,.

## Accueil

### Critiques
| Cauldron II      |      |       |
| Média            | Nat. | Notes |
| Amstradebdo      | FR   | 75 %  |
| Amstrad Magazine | FR   | 4/5   |
| Crash Magazine   | GB   | 91 %  |
| Jeuxvideo.com    | FR   | 85 %  |
| Tilt             | FR   | 5/5   |
| Your Sinclair    | GB   | 90 %  |

### Récompenses
Le jeu a reçu le Tilt d'or 86 de la « meilleure animation ».

## Postérité
Un coffret regroupant les deux opus de la série a également été publié sur Amstrad CPC et ZX Spectrum. Le succès commercial des deux Cauldron permet à Steve Brown de s'imposer comme un concepteur important au sein de Palace Software, le studio lui donnant ensuite carte blanche pour développer Barbarian: The Ultimate Warrior.